# Seznam novozelandskih filozofov
Seznam novozelandskih filozofov.

## B
- Annette Baier

## D
- Denis Dutton

## H
- Horace Romano Harré
- George Edward Hughes

## M
- Alan Musgrave

## P
- Arthur Norman Prior